# Fyzická nemožnost smrti v mysli někoho žijícího
Fyzická nemožnost smrti v mysli někoho žijícího (též živého nebo živoucího, anglicky The Physical Impossibility of Death in the Mind of Someone Living) je výtvarné dílo anglického umělce Damiena Hirsta. Představuje 4,3 m dlouhého žraloka tygrovaného naloženého v akváriu s formaldehydem. Dílo Hirsta celosvětově proslavilo a stalo se symbolem hnutí Mladých britských umělců (Young British Artists), jehož je Hirst předním představitelem.
Dílo bylo vytvořeno roku 1991 a objednal si je obchodník Charles Saatchi. Ten je roku 2004 prodal Stevenovi A. Cohenovi za sumu, o které se předpokládá, že dosahovala výše nejméně 8 milionů amerických dolarů. Titul knihy Dona Thompsona Jak prodat vycpaného žraloka (za 12 milionů dolarů) však naznačuje ještě vyšší částku. 
Původní žralok se začal rozkládat, a tak byl roku 2006 vyměněn za jiného. Dílo bylo mezi roky 2007 a 2010 vystaveno v newyorském Metropolitním muzeu umění.